# Ferdinand Dominkuš
Ferdinand Dominkuš, slovenski pravnik in politik, * 9. julij 1829, Kalsdorf pri Gradcu, † 23. januar 1901, Maribor.

## Življenje in delo
Študij prava je končal na Dunaju, kjer je tudi doktoriral in postal 1848 član akademske legije. Leta 1850 se je preselil v Maribor in 1859 odprl odvetniško pisarno. Kot odvetnik deloval do smrti in bil nekaj let tudi poslanec v štajerskem deželnem zboru. Že leta 1862 je začel vlagati pri sodišču v Mariboru tožbe v slovenskem jeziku in si pridobil precej zaslug za uradovanje v slovenščini. Bil je med soustanovitelji mariborske čitalnice, Slovenske Matice, Narodne tiskarne in časnika Slovenski narod ter veledušen mecen slovenskih dijakov.
Leta 1867 je bil v mariborski kmečki kuriji izvoljen za štajerskega deželnega poslanca, vendar je bila njegova izvolitev v naslednjem letu razveljavljena. Za deželnega poslanca je bil ponovno izvoljen 1870. Leta 1887 je mandat odložil. Z delom, ki ga je opravljal, je Dominkuš postal eden od pomembnejših štajerskih politikov v šestdesetih in sedemdesetih letih 19. stoletja. 